# Sea Ltd
Sea Limited là một công ty Internet của Singapore, có trụ sở tại Singapore. Được thành lập vào năm 2019, Sea Limited là công ty mẹ của Shopee, ShopeePay (trước đây là AirPay) và Garena.